# Регби в Республике Сербской
Регби в Республике Сербской является одним из многих популярных видов спорта в стране. Интерес к регби появился с 2009 года, когда в Республике Сербской появились первые регбийные клубы. В стране, однако, нет централизованного органа управления развитием регби.

## История
В 1953 году регби впервые появился в СФРЮ, и сборная Югославии сыграла свою первую игру именно в Баня-Луке — 21 мая 1961 года в присутствии 5 тысяч зрителей югославы провели матч против Франции и уступили 13:0. Особой популярности спорт не сыскал в стране (в том числе в СР Боснии и Герцеговине), и только в 2009 году в Республике Сербской появились первые клубы. 7 июля 2012 года состоялся официальный матч боснийского клуба «Биели Зечеви» и сербской «Црвены Звезды» (Белград) на стадионе «Краина» в Баня-Луке. Победу одержали белградцы со счётом 26:6.

## Соревнования

### Клубные
Регбийные клубы в Республике Сербской официально регистрируются: они могут быть как самостоятельными спортивными организациями, так и подчиняться каким-то спортивным обществам в стране. Регистрация спортивных клубов проводится в региональных институтах Республики Сербской с разрешения Министерства по делам семьи, молодёжи и спорта Республики Сербской. Клубы являются юридическими лицами, которые должны следовать правилам национальной федерации, спортивному этическому кодексу и правилам проведения соревнований и матчей по регби. Все матчи проводятся на футбольных стадионах, которые можно переоборудовать под стадионы для игры в регби.
В стране зарегистрированы семь регбийных клубов, участвующих в розыгрыше чемпионата Республики Сербской (из них один зарегистрирован на территории Федерации Боснии и Герцеговины): «Биели Зечеви», «Челични Вепрови», «Рудар» (Станари), «Нови Громови», «Гладиятори», «Губер» и «Ратници». Чемпионат носит название «Первая лига Республики Сербской по регби». Клубы Республики Сербской играют также в чемпионате Боснии и Герцеговины и чемпионате Сербии, проводится розыгрыш кубка Республики Сербской.

### Сборная
В 2014 году сборная Республики Сербской по регби дебютировала на Балканском первенстве по регби в Белграде. Поскольку сборная не имеет собственного регбийного союза, она не участвует в официальных турнирах, а её игроки представляют Боснию и Герцеговину или Сербию.